# Max Neumann (Triathlet)
Max Neumann (* 30. Mai 1995) ist ein australischer Triathlet und mehrfacher Ironman- und Ironman-70.3-Sieger. Er wird als Zweiter in der Bestenliste australischer Triathleten auf der Ironman-Distanz geführt.

## Werdegang
Im November 2016 wurde Max Neumann U23-Vizeweltmeister Cross-Triathlon.
Er startet seit 2018 als Profi-Athlet. Bei seinem Profidebüt konnte er als Dritter bei der Challenge Melbourne direkt eine Podiumsplatzierung erzielen.
2019 wurde er australischer Meister Triathlon auf der Sprint- und auf der Kurzdistanz und im September gewann er mit dem Ironman 70.3 Xi’an sein erstes Ironman-70.3-Rennen.
Im weiteren Jahresverlauf entschied er im November den Ironman 70.3 Western Sydney und wurde im Dezember zweiter beim Ironman 70.3 Taupo.
Im September 2020 gewann Neumann bei seinem Debüt auf der Langstrecke den Ironman Cairns und damit auch die Ironman Asia-Pacific Championships. 2021 und 2022 konnte er seinen Sieg beim Ironman Cairns wiederholen.
Im Oktober 2022 belegte Neumann den vierten Platz beim Ironman Hawaii. Die Zeit von 7:44:44 h war gleichzeitig die bis dahin viertschnellste je erreichte Zeit beim Ironman Hawaii. Im Dezember 2022 gewann Neumann den Ironman Western Australia.

## Sportliche Erfolge
| Datum/Jahr    | Platz | Wettbewerb                                  | Austragungsort | Zeit     | Bemerkung                                                                                                   |
| ------------- | ----- | ------------------------------------------- | -------------- | -------- | --- |
| 6. Mai 2023   | 1     | PTO European Open                           | Ibiza          | 03:13:46 | 2 km Schwimmen, 80 km Radfahren und 18 km Laufen                                                            |
| 26. März 2023 | 1     | Hell of the West                            | Goondiwindi    | 03:20:11 | 2 km Schwimmen, 80 km Radfahren und 20 km Laufen                                                            |
| 24. Juli 2022 | 8     | PTO Canadian Open                           | Edmonton       | 03:16:39 | |
| 13. März 2022 | 3     | Challenge Shepparton                        | Shepparton     | 03:55:21 | |
| 28. Aug. 2021 | 17    | Collins Cup                                 | Šamorín        | 03:26:24 | im Rahmen der Challenge Šamorín (2 km Schwimmen, 80 km Radfahren, 18 km Laufen) für das Team Internationals |
| 11. Apr. 2021 | 1     | Challenge Shepparton                        | Shepparton     | 03:42:37 | |
| 28. März 2021 | 8     | Ironman 70.3 Geelong                        | Geelong        | 03:54:52 | |
| 13. Sep. 2020 | 2     | Ironman 70.3 Sunshine Coast                 | Mooloolaba     | 03:46:02 | |
| 7. Dez. 2019  | 2     | Ironman 70.3 Taupo                          | Taupō          | 03:49:43 | |
| 24. Nov. 2019 | 1     | Ironman 70.3 Western Sydney                 | Sydney         | 03:47:04 | |
| 3. Nov. 2019  | 4     | Noosa Triathlon                             | Noosa Heads    | 01:44:28 | |
| 15. Sep. 2019 | 1     | Ironman 70.3 Xi’an                          | Xi’an          | 03:21:09 | |
| 7. Sep. 2019  | 1     | Triathlon de Gérardmer                      | Gérardmer      | 04:25:07 | auf der Mitteldistanz (1,9 km Schwimmen, 93 km Radfahren, 21 km Laufen)                                     |
| 4. Mai 2019   | 4     | Ironman 70.3 Busselton                      | Busselton      | 03:55:29 | |
| 17. März 2019 | 1     | AUS Sprint Triathlon National Championships | Mooloolaba     | 01:49:49 | |
| 2019          | 1     | AUS Sprint Triathlon National Championships | Gold Coast     | 00:52:36 | |
| 4. Nov. 2018  | 2     | Noosa Triathlon                             | Noosa Heads    | 01:48:54 | auf der olympischen Distanz                                                                                 |
| 8. Juli 2018  | 3     | Ironman 70.3 Jönköping                      | Jönköping      | 03:52:31 | |
| 17. Juni 2018 | 5     | Ironman 70.3 Elsinore                       | Helsingør      | 03:46:11 | |
| 22. Apr. 2018 | 3     | Challenge Melbourne                         | Melbourne      | 03:45:23 | |

| Datum/Jahr    | Platz | Wettbewerb                | Austragungsort | Zeit     | Bemerkung                                                     |
| ------------- | ----- | ------------------------- | -------------- | -------- | ------------------------------------------------------------- |
| 4. Dez. 2022  | 1     | Ironman Western Australia | Busselton      | 07:45:22 |                                                               |
| 8. Okt. 2022  | 4     | Ironman Hawaii            | Hawaii         | 07:44:44 | viertbeste je erreichte Zeit beim Ironman Hawaii (Stand 2022) |
| 12. Juni 2022 | 1     | Ironman Cairns            | Cairns         | 07:52:52 | Streckenrekord                                                |
| 7. Mai 2022   | DNF   | Ironman St. George        | St. George     | –        | Ironman World Championships                                   |
| 6. Juni 2021  | 1     | Ironman Cairns            | Cairns         | 07:58:54 |                                                               |
| 27. Sep. 2020 | 1     | Ironman Cairns            | Cairns         | 08:13:08 | erster Start auf der Ironman-Distanz                          |

| Datum/Jahr    | Platz | Wettbewerb                                 | Austragungsort  | Zeit     | Bemerkung                           |
| ------------- | ----- | ------------------------------------------ | --------------- | -------- | ----------------------------------- |
| 19. Nov. 2016 | 2     | ITU Cross Triathlon World Championship U23 | Snowy Mountains | 02:48:56 | U23-Vizeweltmeister Cross-Triathlon |

(DNF – Did Not Finish)